# خوان بابلو أوروزكو
خوان بابلو أوروزكو (بالإسبانية: Juan Pablo Orozco)‏ (24 أكتوبر 1991 في المكسيك - ) هو لاعب كرة قدم مكسيكي في مركز جناح ‏. لعب مع نادي غوادالاخارا وزاكاتيبيك وCoras FC ‏ ونادي كوريكامينوس ‏.

## وصلات خارجية
- خوان بابلو أوروزكو على موقع قاعدة بيانات كرة القدم.إي يو (الإنجليزية)